# Покаты 1
Покаты или Покаты 1 — деревня в Бережанской волости Островского района Псковской области. 

## География
Расположена на правом берегу реки Утроя, в 16 км к юго-западу от города Остров. 

## Население
| 2001 | 2002 | 2010 |
| ---- | ---- | ---- |
| 136  | ↘118 | ↗125 |

Численность населения деревни по состоянию на 2000 год (включая левобережные Покаты) составляла 136 жителей. По данным переписи населения 2002 года численность населения деревни Покаты (Покаты 1) составила 118 человек (Покаты 2-е — 7 человек).

## История
До 2005 года деревня Покаты входила в состав ныне упразднённой Пальцевской волости с административным центром в д. Федосино.
Закон Псковской области «Об установлении границ и статусе вновь образуемых муниципальных образований на территории Псковской области» (от 28 февраля 2005 года № 420-ОЗ) выделяет два одноимённых населённых пункта «Покаты» в Бережанской волости, разделённые рекой Утроя на Покаты 1-е (на правом берегу Утрои) и Покаты 2-е (на левом берегу Утрои).